# 20,13 Purgatório
20, 13 Purgatório é uma longa-metragem portuguesa realizada por Joaquim Leitão, estreado no dia 7 de Dezembro de 2006. Com interpretações principais dos actores Marco d'Almeida, Carla Chambel, Maya Booth, Nuno Nunes, Ivo Canelas e Júlio César.
Trata-se de um filme sobre o amor homossexual entre dois militares tendo como cenário a Guerra Colonial Portuguesa.

## Elenco
- Marco d'Almeida... Alferes Gaio
- Adriano Carvalho... Capitão
- Carla Chambel... Esperança
- Maya Booth... Leonor
- Ivo Canelas... Médico
- Nuno Nunes... Capelão
- Pedro Varela... Viegas
- Quimbé... Cabo VCC